# Estadio de La Cartuja
Het Estadio de La Cartuja is een multifunctioneel stadion in Sevilla, Spanje, meer bepaald in het noorden van de wijk Triana.
Het stadion is geopend in 1999 speciaal voor de wereldkampioenschappen atletiek van dat jaar. Het stadion was onderdeel van de vergeefse poging van Sevilla om de Olympische Spelen van 2008 te organiseren. Het stadion heeft 57.619 zitplaatsen. In 2003 werd er de finale van de UEFA Cup gespeeld tussen Celtic FC en FC Porto. In 2004 won het Spaanse tennisteam er de finale van de Davis Cup 2004.
Het stadion heeft geen vast bespeler omdat de beide plaatselijke professionele voetbalteams in hun eigen stadion zijn blijven spelen; Real Betis in het Estadio Benito Villamarín en Sevilla FC in het Estadio Ramón Sánchez Pizjuán. Soms speelt het nationale Spaanse elftal er zijn interlands.
Het stadion werd voor drie groepswedstrijden en een achtste finale gebruikt tijdens het Europees kampioenschap voetbal 2020. Het stadion verving hiermee het San Mamés-stadion in Bilbao waarin deze wedstrijden oorspronkelijk gespeeld zouden worden, maar door de aanhoudende coronapandemie niet gegarandeerd kon worden dat er publiek bij de wedstrijden kon zijn. Sevilla bood deze garantie wel.
Op 26 april 2025 werd de finale van de Copa del Rey 2024/25 hier gespeeld.
| 1  | 5 mei 1999       | Spanje – Kroatië            | 3 – 1 | Vriendschappelijk           | 57.000 |
| 2  | 17 november 1999 | Spanje – Argentinië         | 0 – 2 | Vriendschappelijk           | 45.000 |
| 3  | 15 november 2000 | Spanje – Nederland          | 1 – 2 | Vriendschappelijk           | 30.000 |
| 4  | 3 juni 2012      | Spanje – China              | 1 – 0 | Vriendschappelijk           | 45.000 |
| 5  | 6 februari 2013  | Noorwegen – Oekraïne        | 0 – 2 | Vriendschappelijk           | 1.500  |
| 6  | 15 mei 2018      | Saoedi-Arabië – Griekenland | 2 – 0 | Vriendschappelijk           | 100    |
| 7  | 17 november 2020 | Spanje – Duitsland          | 6 – 0 | UEFA Nations League 2020/21 | 0      |
| 8  | 31 maart 2021    | Spanje – Kosovo             | 3 – 1 | WK 2022 kwalificatie        | 0      |
| 9  | 14 juni 2021     | Spanje – Zweden             | 0 – 0 | EK 2020 (Groep E)           | 10.559 |
| 10 | 19 juni 2021     | Spanje – Polen              | 1 – 1 | EK 2020 (Groep E)           | 11.732 |
| 11 | 23 juni 2021     | Slowakije – Spanje          | 0 – 5 | EK 2020 (Groep E)           | 11.204 |
| 12 | 27 juni 2021     | België – Portugal           | 1 – 0 | EK 2020 (Achtste finale)    | 11.504 |
| 13 | 14 november 2021 | Spanje – Zweden             | 1 – 0 | WK 2022 kwalificatie        | 51.844 |
| 14 | 12 oktober 2023  | Spanje – Schotland          | 2 – 0 | EK 2024 kwalificatie        | 45.623 |